# Liste der Biografien/Wem
Liste der Biografien |
Portal Biografien |
Personensuche
# |
A |
B |
C |
D |
E |
F |
G |
H |
I |
J |
K |
L |
M |
N |
O |
P |
Q |
R |
S |
T |
U |
V |
W |
X |
Y |
Z |
?
 
Wa |
Wc |
Wd |
We |
Wh |
Wi |
Wj |
Wl |
Wn |
Wo |
Wr |
Ws |
Wt |
Wu |
Ww |
Wy |
Wz
 
Wea |
Web |
Wec |
Wed |
Wee |
Wef |
Weg |
Weh |
Wei |
Wej |
Wek |
Wel |
Wem |
Wen |
Weo |
Wep |
Wer |
Wes |
Wet |
Weu |
Wev |
Wew |
Wex |
Wey |
Wez
Die Liste der Biografien führt alle Personen auf, die in der deutschsprachigen Wikipedia einen Artikel haben. Dieses ist eine Teilliste mit 45 Einträgen von Personen, deren Namen mit den Buchstaben „Wem“ beginnt.

## Wem

### Wema
- Weman, Gunnar (1932–2024), schwedischer Geistlicher und Erzbischof
- Wemans, Guido (1938–2014), Schweizer Politiker und Journalist

### Wemb
- Wemba, Papa (1949–2016), kongolesischer Sänger, Musiker und Schauspieler aus der Demokratischen Republik Kongo
- Wembacher, Anton (* 1955), deutscher Rennrodler
- Wembacher, Franz (* 1958), deutscher Rennrodler
- Wembanyama, Victor (* 2004), französischer BasketballspielerVictor Wembanyama (* 2004)

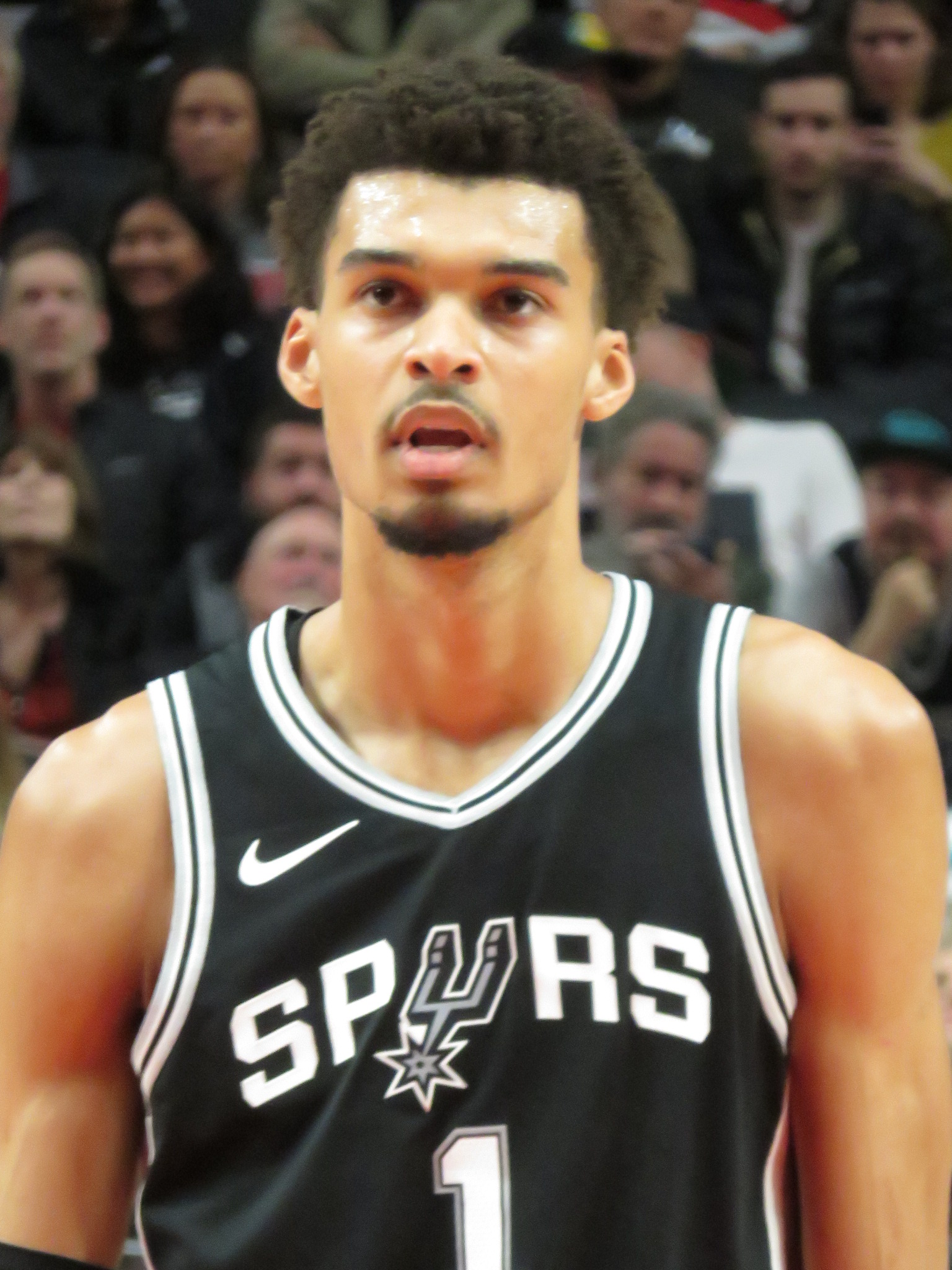
Victor Wembanyama (* 2004)

- Wembé, Samuel (1947–2020), kamerunischer Politiker, Fußballfunktionär und Geschäftsmann
- Wember, Bernward (* 1941), deutscher Medienwissenschaftler
- Wember, Heiner (* 1959), deutscher Historiker und Journalist
- Wember, Johann (1900–1980), katholischer Vikar in Nord-Norwegen
- Wember, Paul (1913–1987), deutscher Museumsdirektor
- Wember, Tobias (* 1981), deutscher Jazzmusiker (Posaune, Komposition)
- Wember, Tomma (1919–2008), deutsche Künstlerin

### Wemc
- Wemcken, Rainer (* 1952), deutscher Produzent

### Weme
- Wemelka, Herbert (1928–2009), deutscher Lokalpolitiker (CDU); Erster Bürgermeister von Hainburg

### Wemh
- Wemheuer, Claudia (* 1961), deutsche Juristin und Richterin am Bundesarbeitsgericht
- Wemheuer, Felix (* 1977), deutscher Sinologe
- Wemheuer, Rosemarie (* 1950), deutsche Politikerin (SPD), MdEP
- Wemheuer, Werner (1899–1977), deutscher Kapellmeister, Komponist und Arrangeur
- Wemhoff, Holger (* 1969), deutscher Moderator, Sprecher und Autor
- Wemhoff, Matthias (* 1964), deutscher MittelalterarchäologeMatthias Wemhoff (* 1964)
- Wemhöner, Dieter (* 1930), deutscher Boxer

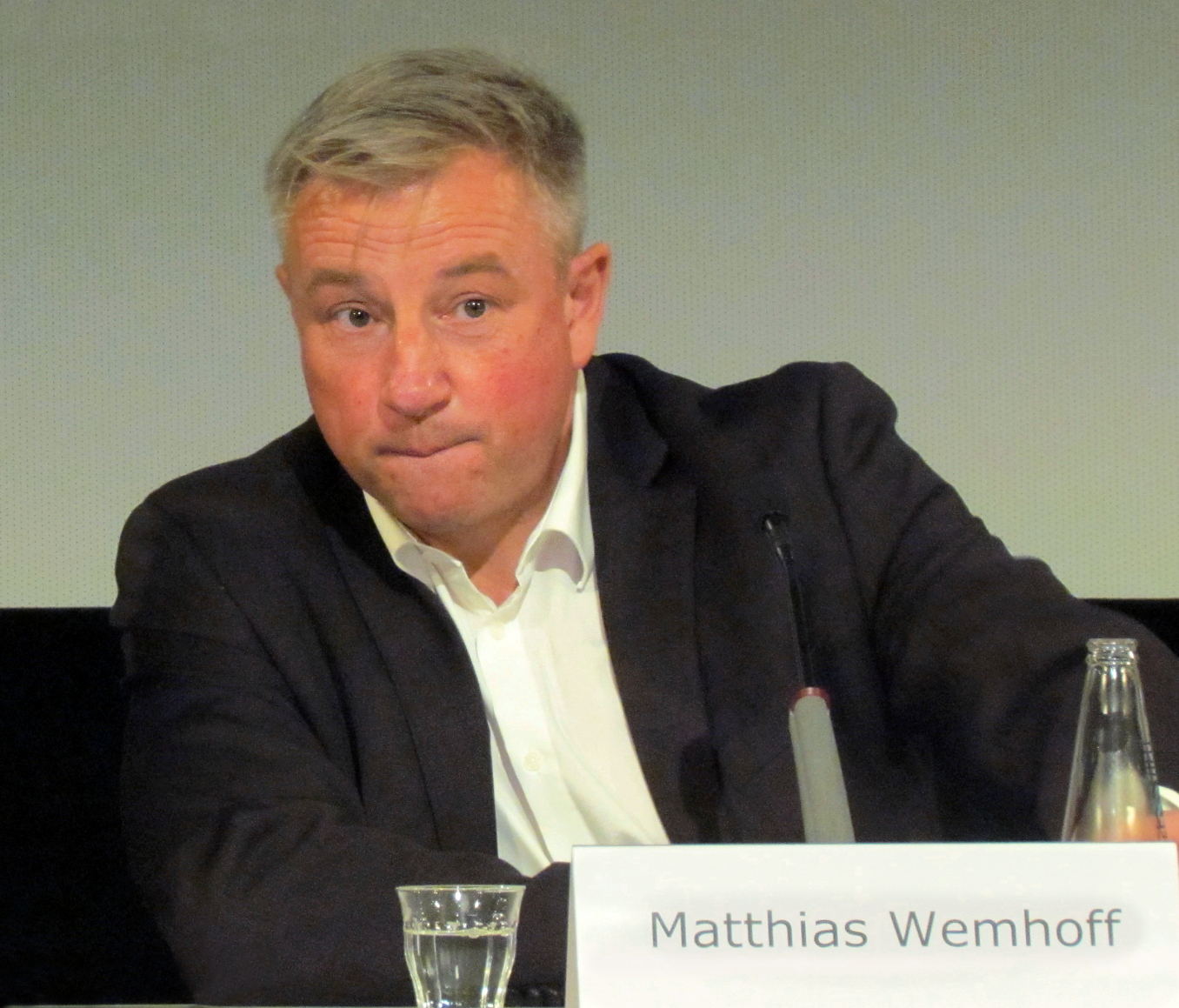
Matthias Wemhoff (* 1964)

- Wemhöner, Heiner (* 1950), deutscher Unternehmer und Kunstsammler

### Wemm
- Wemme, Eva Ruth (* 1973), deutsche Übersetzerin und Autorin
- Wemmer, Jens (* 1985), deutscher Fußballspieler
- Wemmer, Jörn (* 1984), deutscher Fußballspieler
- Wemmer, Ludwig (1909–1991), deutscher Jurist, NS-Funktionär und Diplomat
- Wemmer, Richard (* 1981), österreichischer Fußballspieler und -trainer
- Wemmers, Carl (1845–1882), deutscher Schachspieler
- Wemmers, Jacobus (1598–1645), niederländischer Karmelit und Apostolischer Vikar in Äthiopien

### Wemp
- Wemp, Bert Sterling (1889–1976), kanadischer Journalist und 42. Bürgermeister von Toronto
- Wempe, Ernst (1881–1949), deutscher Jurist, Bürgermeister in Brake und Schwerin
- Wempe, Heinrich (1880–1969), Prälat und Politiker der Deutschen Zentrumspartei
- Wempe, Johann (1906–1980), deutscher Astronom
- Wempe, Thomas (* 1980), deutscher Basketballspieler
- Wemper, Heinz (1903–1985), deutscher Schauspieler
- Wemper, Otto (1894–1969), deutscher Forstmann
- Wemple, Edward (1843–1920), US-amerikanischer Politiker
- Wemple, Erik (* 1964), US-amerikanischer Journalist und Herausgeber
- Wempner, Fritz (1910–1994), deutscher Schauspieler und Bühnenautor
- Wempner, Michael (* 1962), deutscher Bühnenautor in den Bereichen Schauspiel, Musical und Komödie
- Wempner, Sylvia (* 1954), deutsche Dozentin, Schauspielerin und Hörspielsprecherin

### Wemy
- Wemyss, Rosslyn, 1. Baron Wester Wemyss (1864–1933), britischer Offizier, zuletzt Admiral der Flotte, Erster Seelord (1917–1919)
- Wemyss, Yuan (* 1976), schottische Badmintonspielerin
- Wemyss-Charteris, Francis, 9. Earl of Wemyss (1796–1883), schottischer Peer